# Jeff Jarrett
Jeffrey Leonard "Jeff" Jarrett (født 14. juli 1967) er en amerikansk wrestler og wrestlingpromotor. Han er på kontrakt i Total Nonstop Action Wrestling (TNA), en wrestlingorganisation, han var med til at grundlægge sammen med sin far i 2002. Han er desuden også kendt fra sin tid i World Championship Wrestling (WCW) og World Wrestling Federation (WWF) i 1990'erne. 
Jeff Jarrett er en tredjegenerationswrestler, og han har i løbet af sin karriere vundet adskillige titler. Jarrett er en femdobbelt verdensmester, idet han har vundet WCW World Heavyweight Championship fire gange i WCW og NWA World Heavyweight Championship seks gange i TNA, hvoraf kun den ene var mens titlen havde status som VM-titel (VM-titlen i TNA fik først status som VM-titel i sommeren 2006). I WWF nåede han aldrig at vinde VM-titlen (WWF Championship), men havde en række VM-titelkampe og opnåede stor succes, bl.a. ved at vinde WWF Intercontinental Championship seks gange. I WCW nåede han også at vinde WCW United States Heavyweight Championship tre gange og var en kort periode medlem af Ric Flairs heel-gruppe IV Horsemen. 

## VM-titler
Jeff Jarrett er en femdobbelt verdensmester. Han har vundet VM-titlen fire gange i World Championship Wrestling og én gang i Total Nonstop Action Wrestling. Derudover har Jarrett reelt også vundet VM-titlen i TNA yderligere fire gange, inden den fik status som VM-titel i sommeren 2006. 
| Nr. | VM-titel                           | Modstander      | Org. | Dato           | Show             | Dage | Efterfølger         |
| --- | ---------------------------------- | --------------- | ---- | -------------- | ---------------- | ---- | ------------------- |
| 1   | WCW World Heavyweight Championship | Ledig           | WCW  | 16. april 2000 | Spring Stampede  | 8    | Diamond Dallas Page |
| 2   | WCW World Heavyweight Championship | David Arquette1 | WCW  | 7. maj 2000    | Slamboree        | 8    | Ric Flair           |
| 3   | WCW World Heavyweight Championship | Ledig           | WCW  | 22. maj 2000   | WCW Monday Nitro | 1    | Kevin Nash          |
| 4   | WCW World Heavyweight Championship | Ric Flair       | WCW  | 29. maj 2000   | WCW Monday Nitro | 41   | Booker T            |
| 5   | NWA World Heavyweight Championship | Christian Cage2 | TNA  | 18. juni 2006  | Slammiversary    | 126  | Sting               |

1 Kampen var en three-way match, der også inkluderede Diamond Dallas Page

2 Kampen var en King of the Mountain match, der også inkluderede Abyss, Ron Killings og Sting